# Ponsacco
Ponsacco est une commune italienne de la province de Pise, dans la région Toscane.

## Administration
| Période                                  | Période | Identité        | Étiquette       | Qualité |
| ---------------------------------------- | ------- | --------------- | --------------- | ------- |
| 2014                                     | 2019    | Francesca Brogi | Parti Democrate |         |
| Les données manquantes sont à compléter. |         |                 |                 |         |

### Hameaux
Le Melorie, Val di Cava, Camugliano.

### Communes limitrophes
Capannoli, Lari, Pontedera.